# Universidade Federal do Recôncavo da Bahia

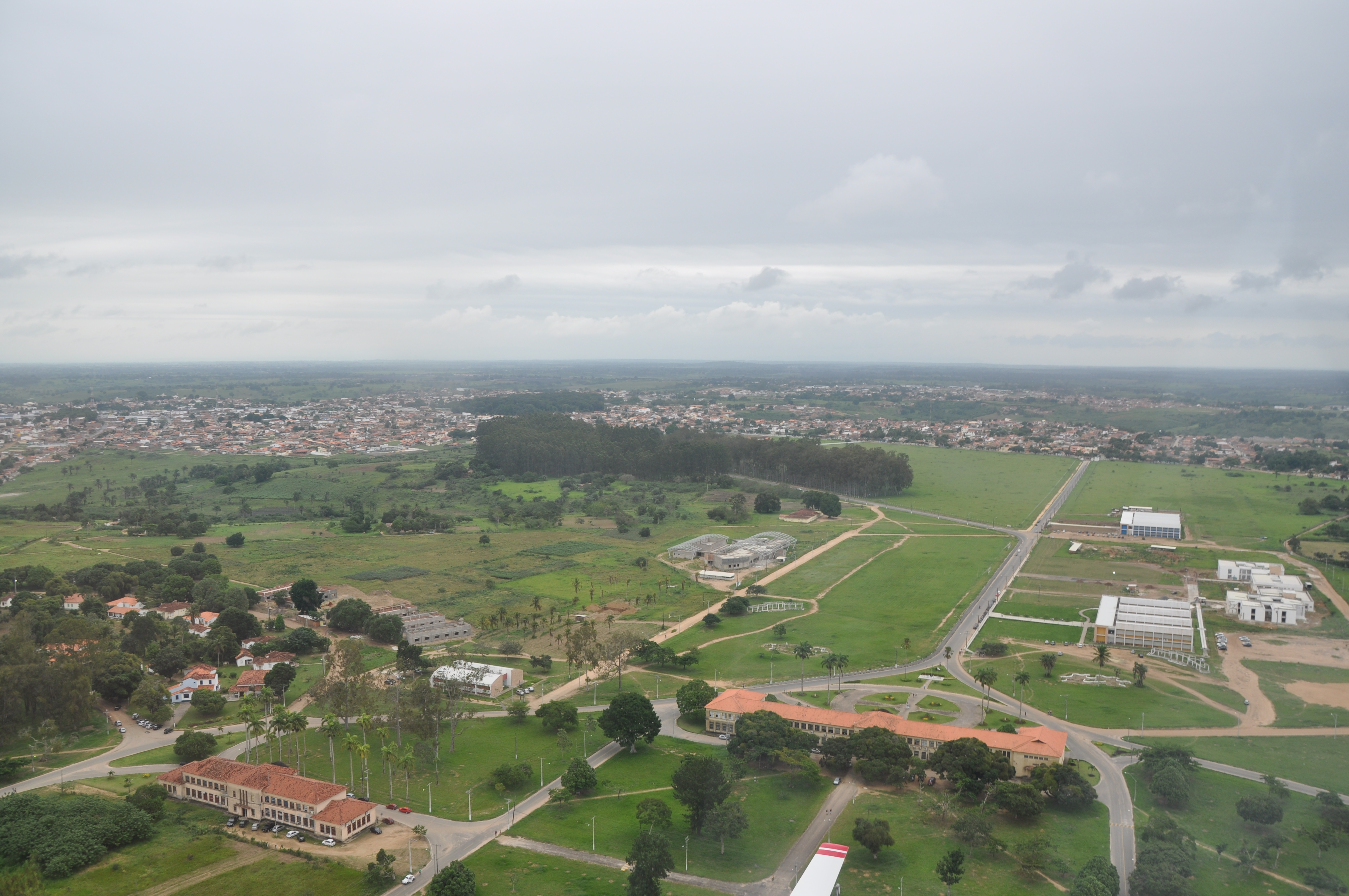
Campus der Universidade Federal do Recôncavo da Bahia (2011)

Die Universidade Federal do Recôncavo da Bahia (UFRB) (deutsch: Bundesuniversität von Recôncavo da Bahia) ist eine brasilianische staatliche Universität in Cruz das Almas.
Sie wurde am 3. Juli 2006 gegründet.